# Ökencistikola
Ökencistikola (Cisticola aridulus) är en fågel i familjen cistikolor inom ordningen tättingar. Den förekommer i stora delar av Afrika söder om Sahara. Arten ökar i antal och beståndet anses vara livskraftigt.

## Utseende och läte
Ökencistikolan är en liten, ljusbrun och strimmig cistikola. Fjäderdräkten är mörkare under häckningstid, mer urblekt under resten av året. Sången består av en blandning av ljusa pip och gnissliga mörkare samt tickande toner. Arten är mycket lik grässångaren och skiljs säkrast genom sången, men har också mer enfärgat svartaktig stjärt och lätt streckad roströd övergump.

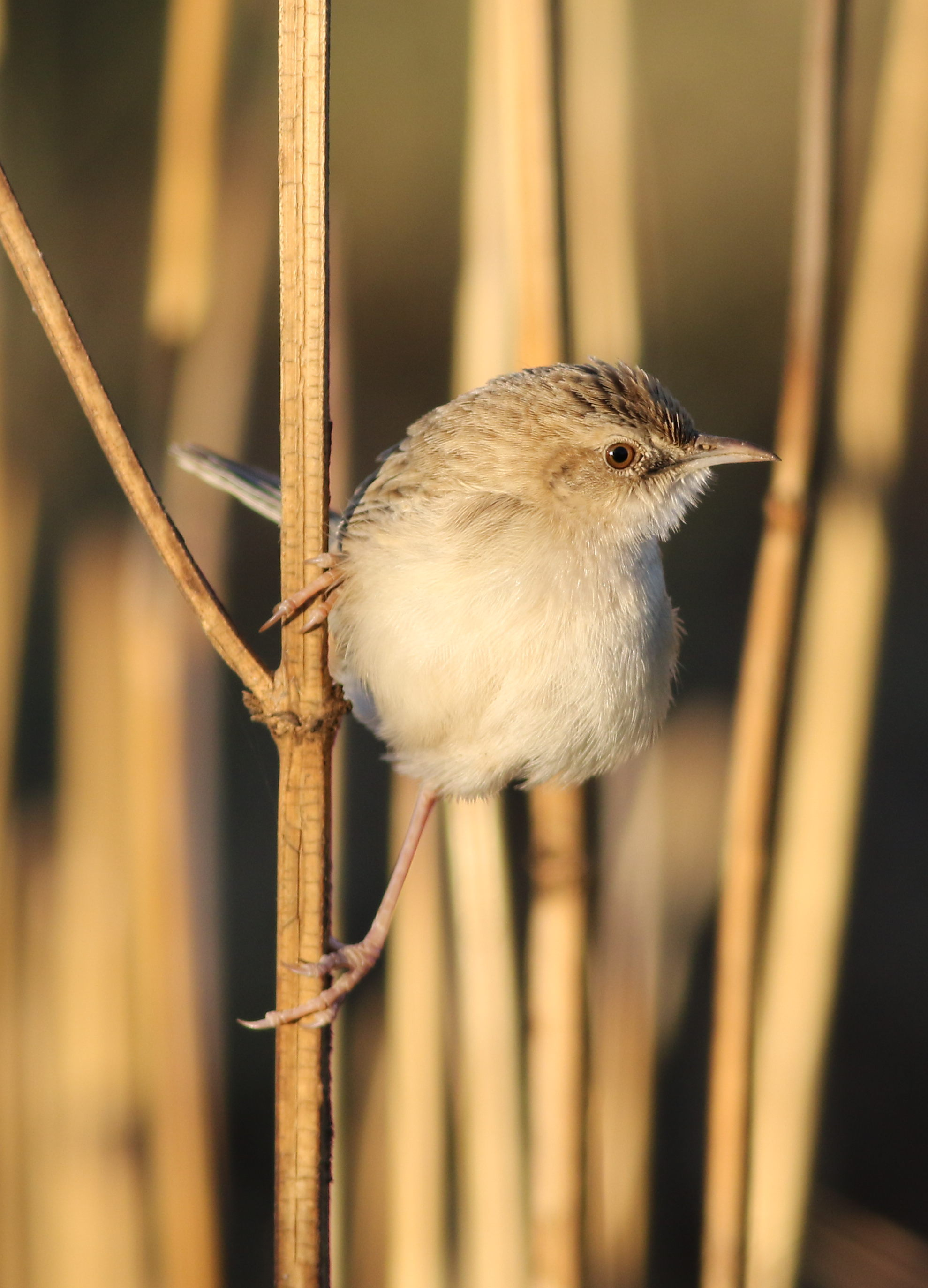

## Utbredning och systematik
Ökencistikola delas in i nio underarter med följande utbredning:
- Cisticola aridulus aridulus – södra Mauretanien och Senegal österut till Sudan
- Cisticola aridulus lavendulae – kustnära områden från Eritrea till Etiopien och Somalia
- Cisticola aridulus tanganyika – Kenya och Tanzania
- Cisticola aridulus lobito – kustnära områden i Angola
- Cisticola aridulus traylori – östra Angola och västra Zambia
- Cisticola aridulus eremicus – södra Angola till norra Namibia, södra Zambia, Zimbabwe och norra Botswana
- Cisticola aridulus perplexus – norra Zambia (Bangweuluträsket)
- Cisticola aridulus kalahari – centrala Namibia till södra Botswana och Sydafrika
- Cisticola aridulus caliginus – östra Sydafrika (söderut till KwaZulu-Natal), Swaziland och södra Moçambique

### Familjetillhörighet
Cistikolorna behandlades tidigare som en del av den stora familjen sångare (Sylviidae). Genetiska studier har dock visat att sångarna inte är varandras närmaste släktingar. Istället är de en del av en klad som även omfattar timalior, lärkor, bulbyler, stjärtmesar och svalor. Idag delas därför Sylviidae upp i ett antal familjer, däribland Cisticolidae.

## Status och hot
Arten har ett stort utbredningsområde och tros öka i antal. Internationella naturvårdsunionen IUCN listar den därför som livskraftig (LC).

## Namn
Cistikola är en försvenskning av det vetenskapliga släktesnamnet Cisticola som betyder "cistroslevande".